# Шимківська волость
Шимківська волость — історична адміністративно-територіальна одиниця Ананьївського повіту Херсонської губернії.
Станом на 1886 рік складалася з 6 поселень, 6 сільських громад. Населення — 1518 осіб (778 чоловічої статі та 740 — жіночої), 261 дворове господарство.
|                     | Площа, десятин | У тому числі орної, дес. |
| ------------------- | -------------- | ------------------------ |
| Сільських громад    | 1892           | 1364                     |
| Приватної власності | 9735           | 1680                     |
| Казенної власності  | —              | —                        |
| Іншої власності     | —              | —                        |
| Загалом             | 11627          | 3044                     |

Найбільші поселення волості:
- Шимкова — колишнє власницьке село за 15 верст від повітового міста, 338 осіб, 66 дворів.